# Jlloyd Samuel
Jlloyd Samuel (* 29. März 1981 in San Fernando, Trinidad und Tobago; † 15. Mai 2018 in High Legh, Cheshire) war ein Fußballspieler aus Trinidad und Tobago. Er spielte zuletzt für Paykan Teheran. Sein Vorname wird „Jay-Lloyd“ ausgesprochen.

## Karriere
Samuel begann seine Karriere in der Kinderabteilung von Charlton Athletic, ehe er bei Aston Villa einen Vertrag unterschrieb. Als Jugendlicher spielte er für Senrab FC und West Ham United mit Profis wie Paul Konchesky, Bobby Zamora oder Fitz Hall. Der Verteidiger gab sein Pflichtspieldebüt für Aston Villa im September 1999 im League Cup gegen Chester City, das 5:0 für die Villans endete. Samuel wurde von 2001 bis 2002 an FC Gillingham ausgeliehen. 2002–2007 stand er bei Aston Villa unter Vertrag. Danach war er bei den Bolton Wanderers angestellt. Seine größte Schwäche war seine Nervosität, die von den meisten seiner Trainer, unter anderem David O’Leary, kritisiert wurde. Im Jahr 2006 wollte Samuel für sein Geburtsland Trinidad & Tobago an der Fußball-WM in Deutschland teilnehmen, konnte aber die Bedingungen der FIFA nicht erfüllen.
Nach anhaltenden Verletzungsunterbrechungen wurde der Vertrag bei den Bolton Wanderers nach der Spielzeit 2010/11 nicht verlängert. Auf der Suche nach einem neuen Verein absolvierte er einen Teil der Vorbereitung bei Leeds United, wo er jedoch aufgrund einer weiteren Verletzung keinen Profivertrag erhielt.
Im Januar 2012 unterschrieb er einen Vertrag bei Esteghlal Teheran. Im Juni 2014 wechselte er zu Paykan Teheran. Im Juli 2015 beendete er seine aktive Karriere.
Im Mai 2018 kam Samuel bei einem Autounfall in Cheshire im Nordwesten Englands ums Leben.